# 2013 RB98
2013 RB98 est un objet transneptunien en résonance 3/5 avec Neptune. 

## Caractéristiques
2013 RB98 mesure environ 200 km de diamètre.